# Frederick Carl Frieseke
Frederick Carl Frieseke (ur. 7 kwietnia 1874 w Owosso, zm. 24 sierpnia 1939 w Le Mesnil-sur-Blangy) – amerykański malarz impresjonista.
Spędziwszy większość swojego życia we Francji stał się jednym z najbardziej wpływowych członków kolonii artystycznej w Giverny, a także jednym z czołowych amerykańskich impresjonistów, najbardziej znanym z impresyjnych przedstawień postaci kobiecych, zarówno we wnętrzu, jak i w plenerze, cenionym ze względu na zgłębianie różnych efektów światła słonecznego podczas upalnych dni.

## Życiorys

### Początki

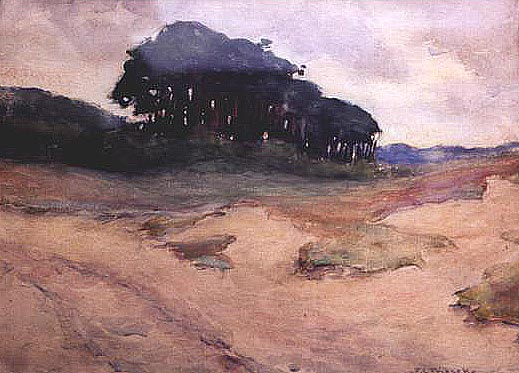
Holandia (akwarela), 1898, Shiawassee District Library, Owosso (Michigan). Jedna z najwcześniejszych prac Frieseke

Frederick Carl Frieseke urodził się jako syn Hermana Carla i Evy Frieseke z domu Graham. Jego ojciec był producentem cegieł. Gdy Frederick miał sześć lat, zmarła jego matka. Po jej śmierci mieszkał przez pewien czas z ciotką i wujem, w sklepie spożywczym w którym pracował. Według wspomnień ciotki interesował się muzyką, sztuką i literaturą. W szkole miał zwyczaj rysować na marginesach lub na stronach końcowych swoich szkolnych podręczników. Często śpiewał z ciotką i wujem, ale jego babcia, Valetta Gould Graham, która lubiła malować, zachęcała go do rozwijania jego talentów plastycznych.
Gdy w 1893 roku odwiedził pawilon sztuki 1893 na World’s Columbian Exposition w Chicago, postanowił zostać artystą. W latach 1893–1896 uczęszczał na zajęcia w szkole przy Art Institute of Chicago, po czym przeniósł się do Nowego Jorku, aby zdobyć wykształcenie w dziedzinie rysunku. Rozpoczął naukę w Art Students League of New York. W latach i1896–1897 sprzedawał swoje rysunki takim czasopismom, jak The New York Times, Puck, i Truth. Ostatecznie, zachęcony przez kolegów oraz pod wpływem nowojorskiego życia kulturalnego, postanowił zostać malarzem.

### Wyjazd do Francji
We wrześniu 1897 roku Frieseke wyruszył w podróż do Francji, gdzie wstąpił do Académie Julian studiując pod kierunkiem Jean-Josepha Benjamin-Constanta i Jean-Paula Laurensa. Studiował krótko (prawdopodobnie nie dłużej niż tydzień) pod kierunkiem Jamesa McNeilla Whistlera w jego Académie Carmen. Odniósł znaczący sukces, gdy w kwietniu 1899 roku wystawił swoje prace w salonie Société National des Beaux-Arts oraz po tym, jak został członkiem American Art Association of Paris. Dzięki członkostwu tym klubie spotkał swego przyszłego sponsora Rodmana Wanamakera, który wspierał go regularną pensją, a także zlecił mu wykonanie kilku większych projektów, takich jak dekoracje ścienne w nowojorskim domu towarowym Wanamakerów (1904) i w Shelbourne Hotel w Atlantic City (1906). W kwietniu 1901 roku dwa obrazy Frieseke zostały wystawione w nowym salonie Société National des Beaux-Arts. Wkrótce po tym artysta rozpoczął malowanie pierwszego cyklu aktów, które miał kontynuować przez całe życie i które przyniosły mu uznanie. W 1912 roku Frieseke określił siebie jako impresjonistę, gdy w jednym z wywiadów stwierdził, iż jego artystycznym celem jest malowanie „słońca oraz kwiatów, dziewcząt i aktów w słońcu”.
W 1905 roku Frieseke ożenił się z pochodzącą z Filadelfii Sarah O’Bryan; w 1914 roku, w Paryżu urodziło się ich jedyne dziecko, córka Frances.

#### Pobyt w Giverny

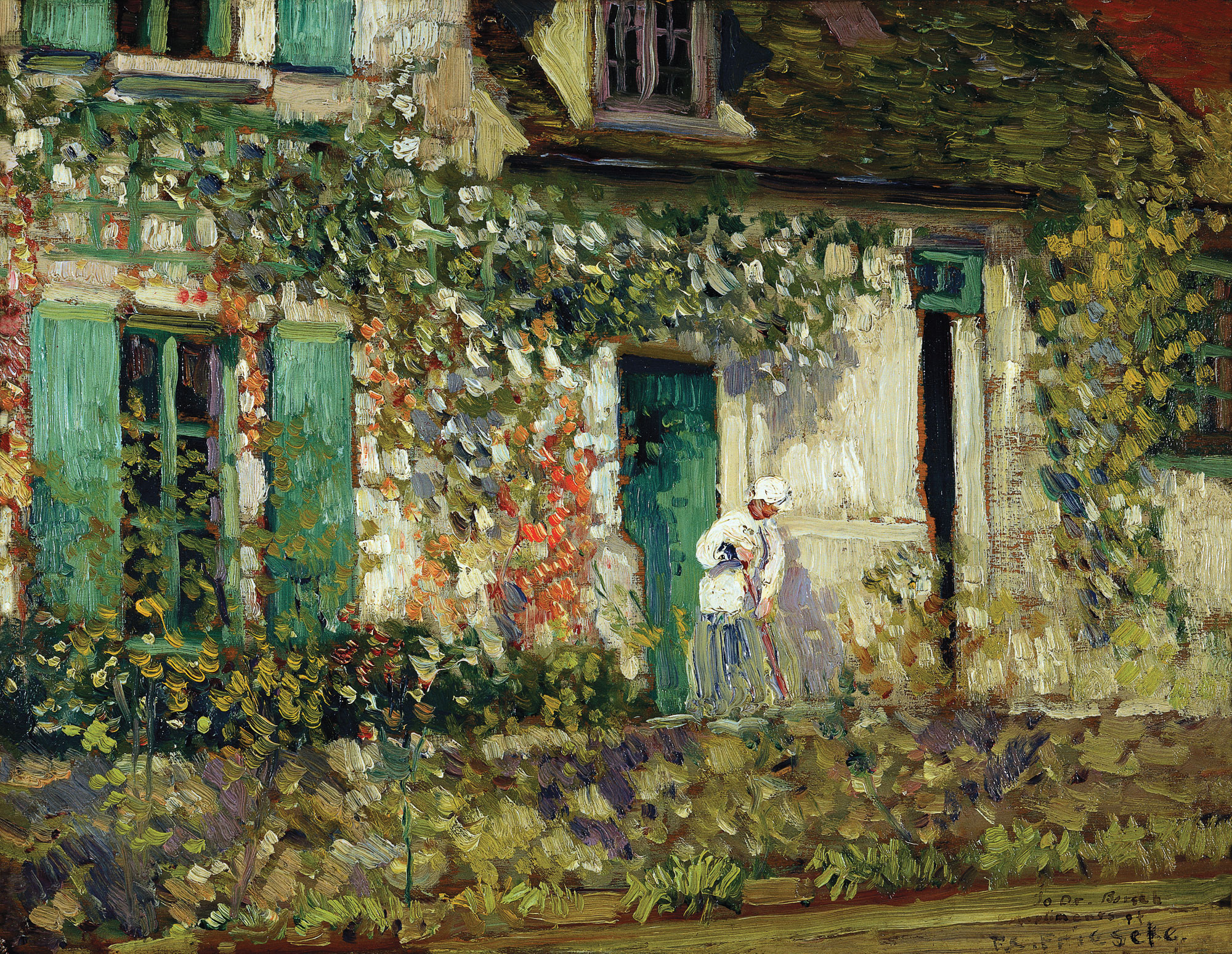
Dom w Giverny, ok. 1912, Muzeum Thyssen-Bornemisza

Poczynając od 1905 roku Frieseke zaczął spędzać sezony letnie w kolonii artystycznej w Giverny. Podobnie jak wielu amerykańskich malarzy mieszkających w Paryżu dał się tam przyciągnąć z powodu obecności Claude’a Moneta. W 1906 roku zamieszkał wraz z żoną w Giverny. Oboje wynajęli otoczony wysokim murem dom, który był rezydencją Theodore’a Robinsona, jednego z założycieli kolonii artystycznej w Giverny. Wokół domu założyli wystawny, kolorowy ogród, który służył jako inscenizacja dla wielu obrazów Frieseke. Na zewnątrz ich dom został namalowany w uderzająco jasne kolory, zaś okiennice na żółto-zielono. Ściany salonu miały barwy cytrynowo-żółte, natomiast kuchnia była ciemnoniebieska. Artysta miał też drugą pracownię, nad przepływającą przez miasto rzeką Epte, gdzie namalował wiele swoich plenerowych aktów. Frieseke uczynili Giverny swoim letnim domem na okres prawie piętnastu lat. Zaprzyjaźnili się z Monetem. Chociaż Monet był znany ze swej pogardy dla zagranicznych malarzy, tolerował Frieseke w dużej mierze dlatego, iż jego żona podzielała pasję twórcy Lilii wodnych do ogrodnictwa. To ogród francuski okresu impresjonizmu z pewnością zachęcił Frieseke do skupienia się na aktach umieszczanych w pstrokatym świetle słońca i kolorowych sceneriach z kobietami w ogrodach kwiatowych, dzięki którym stał się sławny.
W 1910 roku Frieseke wystawiał z artystami z Giverny w Madison Art Gallery w Nowym Jorku. W 1912 roku po raz pierwszy wystawiał w nowojorskiej Macbeth Gallery. W tym samym roku został członkiem stowarzyszonym National Academy of Design, a w 1914 – członkiem rzeczywistym. W 1920 roku został odznaczony orderem francuskiej Legii Honorowej V klasy.

#### Pobyt w Normandii

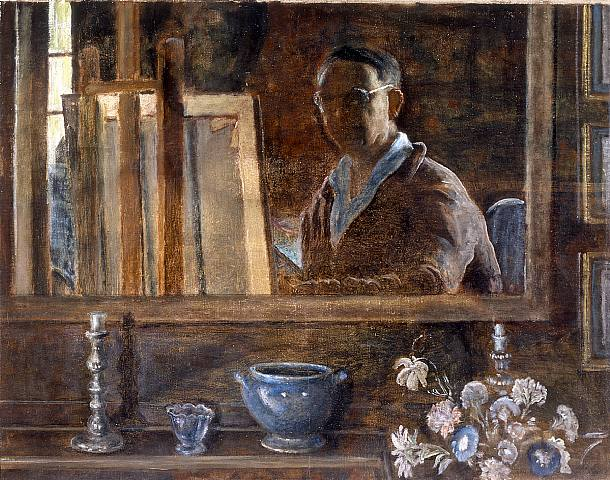
Autoportret, po 1938, kolekcja prywatna

Również w 1920 roku Frieseke kupił dom w Le Mesnil-sur-Blangy w Normandii. Przeniósł się tam w 1922 roku. W tym samym roku otrzymał złoty medal na 30. corocznej wystawie w Philadelphia Art Club. Kolejne lata upłynęły pod znakiem wystaw w Europie i w Stanach Zjednoczonych. W 1928 roku po raz ostatni odwiedził Stany Zjednoczone. Choć rozważał powrót na stałe do kraju, zmarł w swoim gospodarstwie w Normandii mając 65 lat.
U szczytu swojej kariery, w dwóch pierwszych dekadach XX wieku, Frieseke był być może najbardziej popularnym spośród wszystkich ówcześnie żyjących artystów amerykańskich. Otrzymał liczne nagrody i medale, a jego prace były kupowane zarówno przez prywatnych kolekcjonerów, jak i główne muzea. Jednak w kolejnych dekadach po jego śmierci, gdy gusta artystyczne znacznie się zmieniły, jego dorobek został niemal zapomniany; zwrócono na niego uwagę ponownie dopiero w latach 60., na fali rosnącego zainteresowania amerykańskim impresjonizmem.

## Twórczość
Podobnie jak wielu jego amerykańskich kolegów-malarzy Frieseke pierwsze doświadczenia artystyczne zdobywał we Francji, studiując w tamtejszych uczelniach pod kierunkiem miejscowych artystów. Na początku znalazł się pod wpływem Jamesa McNeilla Whistlera, do którego akademii przez pewien czas uczęszczał. Powstałe wówczas obrazy, namalowane w dość bliskich tonacjach ukazują wizerunki pojedynczych kobiet we wnętrzu.

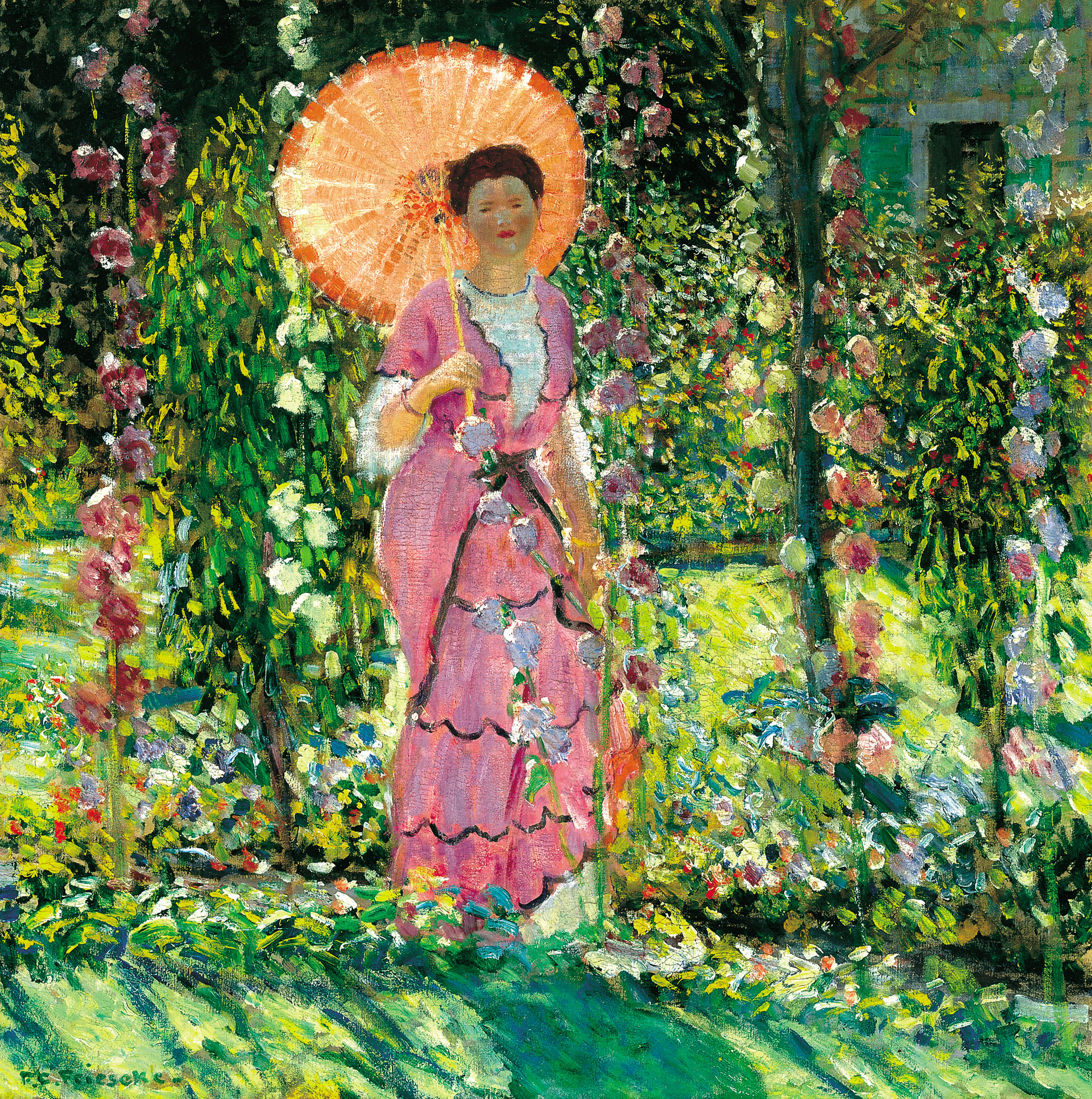
Malwy, ok. 1912-1913, Muzeum Thyssen-Bornemisza

Później, podczas pobytu w Giverny zaczął poświęcać się malowaniu scen w plenerze, w pełnym słońcu, co miało stać się znakiem rozpoznawczym jego twórczości. Stosując nierówne ruchy pędzla i wibrującą paletę, zgłębiał impresjonistyczne efekty światła, aby stworzyć wykwintne kompozycje, których tematem były zazwyczaj nagie kobiety w ogrodzie (przez analogię do ogrodów Moneta), ale Frieseke największą uwagę poświęcał sposobowi, w jaki promienie światła oświetlały i wydobywały kobiecy kształt. Jego konserwatywny impresjonizm ujawniał się w dążeniu do zachowania równowagi pomiędzy grą światła a podkreśleniem struktury postaci i przedmiotów. Podczas swoich lat spędzonych w Giverny Frieseke wysyłał swoje obrazy do Stanów Zjednoczonych, do sprzedaży za pośrednictwem swych nowojorskich dystrybutorów. Ponieważ w tym czasie za oceanem był duży popyt na obrazy malowane w stylu impresjonistycznym, mógł dzięki temu utrzymać się przez większość swojego życia we Francji.
Estetyka Frieseke wpłynęła na całe pokolenie Amerykanów przebywających w Giverny. Prawie wszyscy spośród najważniejszych członków tej grupy pochodzili ze Środkowego Zachodu i podobnie jak Frieseke najpierw studiowali w Chicago; byli to: Lawton S. Parker, Louis Ritman, Karl James Anderson, i Karl Albert Buehr. Innowacyjne techniki Frieseke zyskały mu międzynarodową sławę po obszernej prezentacji jego prac w 1909 roku na Biennale w Wenecji, natomiast udane wystawy w Nowym Jorku w roku następnym przyniosły wielki rozgłos również jego kolegom.
Na początku lat 20. artysta skupił się na tematach związanych z takimi czynnościami, jak czytanie, szycie i gra na pianinie w scenerii wnętrz. Jego obrazy z ostatnich dwudziestu lat jego życia eksplorowały świat umysłu, łącząc nastrój, temat i wykonanie. Frieseke nadal interesował się oddziaływaniem światła, ale motywom zaczął przybierać więcej struktury i solidności formalnej, mając celu stworzenie intensywnych, kontemplacyjnych momentów. Skoncentrował się głównie na sceneriach wewnętrznych. Jego ulubionym motywem w tym okresie była jego córka, Frances, która w coraz większym stopniu stawała się jego modelką. Chociaż jego paleta stała się ciemniejsza, a wzorce dekoracyjne bardziej powściągliwe, Frieseke nie stracił zainteresowania światłem odbitym i jego wpływem na przedstawianą postać.

## Zbiory
Prace Frieseke znajdują się między innymi w: Addison Gallery of American Art, Brooklyn Museum, Detroit Institute of Arts, Hirshhorn Museum and Sculpture Garden, Indianapolis Museum of Art, Los Angeles County Museum of Art, Metropolitan Museum of Art, Minneapolis Institute of Art, Musée des impressionnismes Giverny, Museum of Fine Arts, Houston, Museum of Fine Arts w Bostonie, Museum of the National Academy of Design, National Gallery of Art, National Museums Liverpool, New Britain Museum of American Art, Philadelphia Museum of Art, Smithsonian American Art Museum, Muzeum Thyssen-Bornemisza, Huntington Library.